# جون روس روبرتسون
جون روس روبرتسون هو ناشر وصحفي ولاعب هوكي الجليد وسياسي كندي، ولد في 28 ديسمبر 1841 في تورونتو في كندا، وتوفي بنفس المكان في 31 مايو 1918. انتخب عضو مجلس العموم الكندي.